# Krzywa spektralna
Krzywa spektralna (nazywana też charakterystyką spektralną) przedstawia zależność współczynnika odbicia promieniowania od długości fali. Jest ona wykorzystywana w teledetekcji satelitarnej do klasyfikowania obserwowanych obiektów.